# Elvire Jouvet 40
Elvire Jouvet 40 est un spectacle théâtral conçu par Brigitte Jaques-Wajeman, d’après la matière première sténographiée des cours de Louis Jouvet par Charlotte Delbo et l’ouvrage Molière et la comédie classique de Louis Jouvet. Il est créé le 8 janvier 1986 au Théâtre national de Strasbourg (TNS).
Le film du spectacle réalisé par le cinéaste Benoît Jacquot a été diffusé le 18 novembre 1987 et le 11 janvier 1992 sur FR3.  Rediffusion le 18 mai 1999 sur Arte.

## Le spectacle
Entre février et septembre 1940, Louis Jouvet fait travailler à Claudia, élève au Conservatoire national supérieur d’art dramatique de Paris, la seconde scène d’Elvire du Dom Juan de Molière. Ces leçons de théâtre, retranscrites dans le plus petit détail, sont l’occasion d’assister à l’apprentissage de la comédienne, d’entrer dans l’intimité de la relation de l’élève et du maître. Celui-ci tente de défaire ce qu’il appelle « le moi encombrant qui la possède » et la conduit à s’investir tout entière dans le rôle, à jouer sans artifice. L’élève s’oppose, résiste, et peu à peu consent à la parole du maître. En 1986, Brigite Jaques-Wajeman s’empare de ces cours pour en faire un spectacle au succès international. 
Les représentations ont eu lieu au Théâtre national de Strasbourg du 8 au 25 janvier 1986, et au Théâtre de l’Athénée du 1er octobre au 8 novembre 1986, et du 20 octobre au 5 décembre 1987. La pièce fut jouée trois années consécutives en France. 
- Conception et mise en scène : Brigitte Jaques
- Décors et costumes : Emmanuel Peduzzi
- Lumières : André Diot
- Assistant à la mise en scène : Éric Vigner
- Collaboration artistique : François Regnault
- Personnages et interprètes :
  - Louis Jouvet : Philippe Clévenot
  - Claudia (Elvire) : Maria de Medeiros
  - Octave (Dom Juan) : Éric Vigner
  - Léon (Sganarelle) : Vincent Vallier

Philippe Clévenot reçoit pour ce rôle le Molière du comédien en 1987. Le spectacle obtient également deux nominations : révélation théâtrale féminine et spectacle du théâtre public.

## Autour du spectacle
À partir de 1939, Louis Jouvet fit sténographier tous les cours qu’il donnait au Conservatoire national supérieur d'art dramatique de Paris où il enseignait comme professeur depuis 1934. Deux volumes ont été publiés à partir de ces notes : Molière et la comédie classique, (Gallimard, 1965), et Tragédie classique et théâtre du XIXe siècle, (Gallimard, 1968).
Les leçons données à Claudia se déroulent dans le contexte particulier de la guerre : quatre leçons en février 1940 (la drôle de guerre), une en mai (la débâcle et l’exode), deux en septembre (les débuts de l’Occupation allemande). La véritable Claudia s’appelait en réalité Paula Dehelly. Au concours de sortie du Conservatoire de décembre 1940, elle obtient le Premier prix de comédie, en présentant cette scène de Dom Juan, et le Premier prix de tragédie. Dénoncée comme juive, elle est interdite de scène pendant l‘Occupation.
Louis Jouvet quitte la France en mai 1941 pour une tournée en Amérique latine. Son exil durera jusqu’à la fin de l’année 1944. En 1947, il montera Dom Juan au Théâtre de l’Athénée.

## Film
En 1986, le cinéaste Benoît Jacquot filme le spectacle Elvire Jouvet 40. Tourné en noir et blanc, sur la scène du Théâtre national de Strasbourg, avec la même distribution et la même équipe technique, ce film dure 62 minutes. La prise de vue a été réalisée dans le décor conçu pour la création du spectacle au TNS et recréé dans un studio de l'Institut national de l'audiovisuel (INA).
- Réalisation : Benoît Jacquot
- Images : Jacques Bouquin
- Son : Jean-Claude Brisson
- Montage : Janine Verneau

Benoît Jacquot réalise également, en 1987, un documentaire de 46 minutes intitulé La Scène Jouvet. Il retrouve Paula Dehelly et une proche collaboratrice de Jouvet, Marthe Herlin-Besson. Leurs témoignages sont complétés par des interviews des metteurs en scène Antoine Vitez et Giorgio Strehler, qui évoquent l'apport de Jouvet en ce qui concerne le travail de l'acteur.

## Nouvelles créations de la pièce en France et à l’étranger
- Du 29 mai au 2 juin 1991, au Québec, Théâtre de Quat’sous, à Montréal, mise en scène de Françoise Faucher (reprise du spectacle de septembre 1988, au même endroit.) .
- 2002 - En Espagne, au Teatro Bellas Artes. Mise en scène de Josep Maria Flotats, avec Josep Maria Flotats lui même (Jouvet) et Merce Pons (Claudia), et assistant à la mise en scène Julián Quintanilla.
- 2008 — Au Québec,  Théâtre Périscope à Québec. Mise en scène de Lorraine Côté, avec Michel Nadeau (Jouvet) et Marianne Marceau (Claudia)[7].
- 2010 — En Suisse, Théâtre de Vidy à Lausanne. Mise en scène de Miguel Fernandez, avec Jacques Roman (Jouvet) et Isabelle Caillat (Claudia)[8].
- 2017 — En France, en italien surtitré en français, Théâtre de l'Athénée Louis-Jouvet. Mise en scène de Toni Servillo, avec Toni Servillo (Jouvet) et Petra Valentini (Claudia)[9]
- 2018 — En Belgique, Les Riches-Claires à Bruxelles. Mise en scène de Christian Baggen, avec Christian Crahay (Jouvet) et Anabel Lopez (Claudia)[10]
- 2020 — En France, Compagnie Les vagabonds, Théâtre du Pavé à Toulouse. Mise en scène de Francis Azéma, avec Francis Azéma (Jouvet), Clarisse Douchet (Claudia)[11].  Repris en février 2023.

## Critique
« Ce spectacle séduit, bouleverse, touche au plus profond le public. Le travail de Brigitte Jaques, celui de ses interprètes sont remarquables. Philippe Clévenot, extraordinaire, ne cherchant pas la ressemblance mais trouvant par delà l’apparence l’âme même du " Patron ",  on ne sait quelle éblouissante et magnifique " vérité " ». Armelle Héliot, Le Figaro, 1988.
« Elvire, Jouvet 40 nous happe, subjugués dès le début. Et quand, à la fin, les comédiens nous lâchent, nous sommes lessivés, bouleversés, par cette pièce intense » Caroline Boudet-Lefort, PerformArts, 2018.
« Un des plus beaux films de théâtre, en version intégrale. À voir ou à revoir.» Revue de presse théâtre.

## Publication
- Édition
  - Louis Jouvet, Elvire, Jouvet 40. Sept leçons de L. J. à Claudia sur la 2e scène d'Elvire du Dom Juan de Molière, tirées de Molière et la comédie classique de Louis Jouvet, BEBA Éditeur, 1986 (réédition Solin, 1992).
  - Elvire Jouvet 40, Brigitte Jaques-Wajeman, Louis Jouvet, Actes Sud-Papiers, 2018[14].
- Film 
  - Elvire Jouvet 40 (1986), réalisé par Benoit Jacquot, INA, Films de théâtre, DVD, 1987[15].